# LaSexta
«laSexta» (Ла Сэ́кста, «Шестая») — испанский частный телеканал общенационального эфирного вещания. Вместе с «Antena 3» и рядом других телеканалов принадлежит корпорации «Atresmedia».

## Передачи
Жанровый профиль канала универсальный (широкий, для всех групп населения).
Сетка передач состоит в основном из развлекательных передач собственного производства, включая юмористические, и американских телесериалов. В программе также новости, публицистические передачи и документальные фильмы, спорт, детские телесериалы и мультфильмы.

## История
Канал был первоначально создан 18 марта 2001 года как Beca TV. После этого он начал вещание на своей частоте 1 апреля 2001 года. К сожалению, он был поражен финансовыми проблемами и предположительно был закрыт 21 июля 2003 года.
Два года спустя, 25 ноября 2005 года, он был заменен новым каналом под названием laSexta, когда компания «Gestora de Inversiones Audiovisuales La Sexta» получила лицензию на вещание. Тестирование цифрового вещания началось 12 декабря. Вскоре каналу были выделены аналоговые частоты в Мадриде (канал 33) и Барселоне (канал 63).

## Финансовые результаты
В 2013 году телеканал получил чистую прибыль в размере 35 млн евро.

## Руководство
Директор канала в настоящее время — Антонио Гарсия Феррерас.